# Бледный тушканчик
Бледный тушканчик, или бледный карликовый тушканчик (лат. Salpingotus pallidus) — вид из рода трёхпалые карликовые тушканчики семейства тушканчиковые.

## Распространение
Эндемик Казахстана. Имеет два изолированных участка распространения — Северное Приаралье и Южное Прибалхашье, в которых обитают два подвида, различающиеся по пропорциям черепа:
- приаральский бледный карликовый тушканчик (Salpingotus pallidus pallidus) — пески Приаральские Каракумы, Большие и Малые Барсуки;
- прибалхашский бледный карликовый тушканчик (Salpingotus pallidus sludskii) — северные части Или-Каратальского и Аксу-Каратальского междуречий[4].

Основная среда обитания — песчаные пустыни северного типа (в основном остепнённые участки с преобладанием дерновинных злаков в растительном покрове).

## Внешний вид
Животное среднего размера в пределах своего рода. Средняя длина тела — 55 мм, хвоста — 104,8 мм. Средняя масса тела — 9,8 г. Половой диморфизм выражен лишь в размерах концевой кисточки хвоста: у самцов она в 2,5-3 раза больше, чем у самок.
Тело короткое, в спокойном состоянии почти шаровидное. Голова крупная (её длина практически равна длине тела), от тела не отделена шейным перехватом. Морда вытянутая. Пятачок широкий и притупленный. Глаза относительно крупные. Ушная трубка широкая. Хвост значительно утолщен в первой трети длины. На конце хвоста — кисточка из удлинённых волос. Ступни длинные, около 22,7 мм (около 42 % длины тела).
Спина и верх головы покрыты светлым желтовато-серым мехом с лёгкой тёмной продольной струйчатостью. Кольцо вокруг носа, губы, горло, грудь, брюхо, наружные и внутренние поверхности передних и задних конечностей чисто-белого цвета. Также имеются белые кольца вокруг глаз и ушей, которые соединены с белой окраской груди. Хвост в основной части сверху и снизу покрыт белыми волосками. Кисточка на конце хвоста черная (у старых особей — тёмно-бурая).
Диплоидное число хромосом — 46, число плеч аутосом — 86.

## Образ жизни
Активность начинает проявляться сразу после захода солнца. Передвигаются короткими прыжками длиной 3-5 см, при быстром беге — прыжками длиной около 20 см. Могут хорошо лазать по стеблям растений. Защитных нор не устраивают. Постоянные дневочные летние норы малы, просты по строению. Выводковые норы более крупные по размерам. Зимой впадают в спячку.
Основу рациона бледных тушканчиков составляют семена и насекомые, при этом у подвида из Северного Приаралья преобладанием насекомых в рационе регистрируется весной, а семян — в июле. Подвид из Южного Прибалхашья также поедает свежие трупы мелких позвоночных (ящериц, птиц и грызунов).

## Размножение
Начало размножения позднее: в Больших Барсуках — в первой декаде июня, в Южном Прибалхашье — спаривание в конце апреля-начале мая, роды в начале июня. Беременность длится около 30-35 дней. У приаральского подвида в выводке 2-4 детёныша, у прибалхашского — 4-5 детёнышей. В течение года, вероятно, существует второй выводок. Масса новорожденного — 0,71-0,95 г. На первый-второй день у детёнышей появляется шерсть на спине, в 3 дня — начало пигментации кожи и отлипание ушной раковины. Прозревают к 20-21 дню. Половая зрелость наступает после зимовки в возрасте 10-11 месяцев. Максимальная продолжительность жизни в неволе — 3 года.